# Средняя специальная музыкальная школа Санкт-Петербургской консерватории имени Н. А. Римского-Корсакова
Средняя специальная музыкальная школа-лицей при Санкт-Петербургской государственной консерватории им. Н. А. Римского-Корсакова (ССМШ, неофициально известная также и как Десятилетка) — средняя специальная музыкальная школа с одиннадцатилетним курсом обучения. Обучение идёт как по музыкальным специальностям, так и по общеобразовательным предметам. Школа была открыта 1 сентября 1936 года в соответствии с приказом Комитета по делам искусств при СНК СССР от 25 августа 1936 года.

## История школы
В советские времена школа ещё не носила название «лицея», хотя иногородним ученикам предоставлялось место жительства в здании. В обиходе это назвалось «интернатом».
Одиннадцатилетний курс обучения тоже появился ещё в советские времена, когда обычные средние школы были десятилетками. Продлённый курс сближал школу с музыкальными училищами. В данный момент в школе реализуется образовательный стандарт начального общего образования (1-4 классы) и образовательный стандарт среднего профессионального образования, интегрированного с образовательными программами основного общего и среднего общего образования со сроком обучения 6 лет 10 месяцев.

## Директора
- Савшинский С. И. — основатель и первый директор школы[2]
- Ильина Э. И. (1938-1940)
- Бузе Г. М. (1940-1946)
- Юшкевич М. А.(1946-1950)
- Велтистова М. К., Шипулин В. Г. (1951—1956)  [3]
- Березин А. А., Зубарев В. М. (1959-1960)
- Василенко С. Я. (1961-1963)
- Стожаров М. А. (1963-1964)
- Кондратьева О. И., Карпова и Г. А. (1964-1968)
- Россоловский Петр Aлексеевич (1968-1977)
- Малахов В. П. (1977-1980)
- Соколов О. Е. (1981-1987)
- Курганов Ю. Н. (1987-1994)
- Федосеева В. С. (1994-2016)
- Дзевановская А. С. (2016-по настоящее время)

## Педагоги
За время существования школы в ней преподавали десятки известных музыкантов и музыкальных педагогов:

Фортепиано:
Городинский Б.М.
С. И. Савшинский, Е. Н. Блюменфельд, В. Б. Васильев, Л. И. Зелихман, К.Е. Столяр, В.Я. Кунде, Т. Б. Румшевич, М.В. Вольф, А.М. Сандлер, 

Скрипка:

М. И. Вайман, Л. М. Сигал, А. Фишер, В. И. Шер, Ю. И. Эйдлин, Б.А. Сергеев, Л.А. Иващенко, С. М. Шальман,

Духовые инструменты:

Г. И. Амосов, П. К. Орехов, В. П. Безрученко, Г. И. Страутман, Л. И. Печерский, В. А. Аввакумов, В. М. Буяновский, Б. П. Виноградов,

Арфа:

Т. Л. Тауэр

Оркестр:

Ю. П. Серебряков, М. Рейзеншток, Ю. Х. Темирканов,  А. Штейнлухт.

Хор:

Р. И. Середа,

Композиция:

С. Я. Вольфензон.

## ССМШ сегодня
На данный момент в ССМШ действуют два концертных зала:
- Большой зал с фойе (этот зал ССМШ делит с училищем имени Н. А. Римского-Корсакова),
- Малый зал (здесь проходят учебные концерты, академические концерты и мастер-классы).

## Известные выпускники
Композиторы:
- Банщиков, Геннадий Иванович
- Белов, Геннадий Григорьевич
- Гаврилин, Валерий Александрович
- Квинт, Лора Геннадьевна
- Кижаев, Дмитрий Петрович
- Кнайфель, Александр Аронович
- Королёв, Анатолий Александрович
- Лубченко, Антон Владимирович
- Петрова, Ольга Андреевна
- Слонимский, Сергей Михайлович
- Ханон, Юрий
- Цеслюкевич, Ирина Викторовна
- Чернобривец, Пётр Анатольевич

Дирижёры:
- Афанасьев, Вадим Петрович[6]
- Беглецов, Владимир Евгеньевич
- Бубельников, Павел Аронович
- Гамалей, Юрий Всеволодович
- Симонов, Юрий Иванович
- Синайский, Василий Серафимович
- Темирканов, Юрий Хатуевич
- Чивжель, Эдвард Ричардович
- Янсонс, Марис Арвидович

Пианисты:
- Барсов, Олег Борисович
- Иголинский, Станислав Григорьевич
- Катц, Анатолий Иосифович
- Култышев, Мирослав Винаевич
- Лазько, Игорь Алексеевич
- Мищук, Владимир Валерьевич
- Мурина, Екатерина Алексеевна
- Набок, Светлана Леонтьевна
- Немцов, Яков Григорьевич
- Осетинская, Полина Олеговна
- Скавронский, Алексей Григорьевич
- Соколов, Григорий Липманович
- Судьбин, Евгений
- Трулль, Наталия Владимировна
- Угорский, Анатолий Зальманович
- Урываев, Сергей Александрович
- Фёдорова, Галина Петровна

Скрипачи:
- Вайман, Михаил Израилевич
- Волков, Соломон Моисеевич
- Гантварг, Михаил Ханонович
- Гутников, Борис Львович[7]
- Милявская, Ксения Милас
- Спиваков, Владимир Теодорович
- Стадлер, Сергей Валентинович
- Фролова, Екатерина Сергеевна
- Хиршхорн, Филипп

Аккордеонисты:
- Ширунов, Александр Васильевич

Альтисты:
- Крамаров, Юрий Маркович
- Меерович, Даниил Григорьевич
- Стопичев, Владимир Иванович

Арфисты:
- Болдачёв, Александр Александрович
- Кипрская, Софья Владимировна
- Щетинина, Эмма Владимировна
- Евдокимова, Есения Михайловна

Виолончелисты:
- Ганенко, Дмитрий Константинович
- Майский, Миша
- Никитин, Анатолий Павлович
- Пергаменщиков, Борис Миронович
- Сагайдо, Владимир Сергеевич
- Сендецкий, Иван Олегович

Духовики:
- Безрученко, Валерий Павлович
- Буяновский, Виталий Михайлович[7]
- Виноградов, Борис Парфентьевич
- Глухов, Андрей Евгеньевич
- Горбунов, Игорь Романович[8]
- Довгалюк, Сергей Юрьевич[7]
- Карзов, Игорь Сергеевич[9]
- Карлов, Валентин Борисович[10]
- Коровин, Алексей Юрьевич
- Курлин, Владимир Михайлович[11]
- Морозов, Александр Николаевич
- Поляничко, Сергей Александрович[12]
- Ульянов, Виктор Семёнович
- Цес, Станислав Гергардович[13]

Контрабасисты
- Чирков, Артём Валерьевич

Ударники:
- Иванов, Анатолий Васильевич